# マリア (ケベック州)
マリア (Maria) は、カナダのケベック州にある基礎自治体。

## 歴史
ヨーロッパ人たちによる入植以前、当地にはミクマク族の夏季の海岸宿営地があった。1774年、この地域にアメリカ独立戦争を逃れたロイヤリストたちや、スコットランド人、アイルランド人の入植者たちが到来し始めた。1842年、地理的な意味での実質的な町区 (Township) が形成され、ガイ・カールトンの妻で、エフィンガム伯爵トマス・ハワードの三女であったレディ・マリア・ハワード (Lady Maria Howard) に因んでマリアと命名された。
1845年には、マリア町区基礎自治体 (Township Municipality of Maria) が制定され、その後、解体再編を経て、1855年に再制定された。1860年にはアカディア人の集団が到来して人口が急増し、サン＝ブリジット＝ド＝マリア (Sainte-Brigitte-de-Maria) の行政教区/郡が設けられた。
1977年、マリアは町区基礎自治体から、通常の基礎自治体 (municipality) へと移行した。

## 経済
当地の主要な経済活動は、広域全体にサービスを提供する病院である。マリアの病院は、ニュー・リッチモンドとカールトン・シュル・メールの中間に位置している。